# Kolvik
Kolvik är en bebyggelse i Bokenäs socken i Uddevalla kommun i Västra Götalands län. För bebyggelsen i östra delen av och öster om Kolvik har SCB avgränsat en småort namnsatt till Kolvik västra och Tungan.